# TOTP
TOTP (Time-based One-Time Password Algorithm) — OATH-алгоритм создания одноразовых паролей для защищённой аутентификации, являющийся улучшением HOTP. Является алгоритмом односторонней аутентификации — сервер удостоверяется в подлинности клиента. Главное отличие TOTP от HOTP — генерация пароля на основе времени, то есть время является параметром. При этом обычно используется не точное указание времени, а текущий интервал с установленными заранее границами (обычно — 30 секунд).
Стандартизован как RFC 6238.

## История
С 2004 года OATH работала над проектом одноразовых паролей (OTP). Первым результатом был HOTP (the Hash-based Message Authentication Code (HMAC) OTP algorithm), опубликованный в декабре 2005 года. Он был представлен как проект IETF (The Internet Engineering Task Force).
Дальнейшая работа OATH шла на улучшение HOTP и в 2008 году был представлен TOTP. Этот алгоритм не использует счётчик для синхронизации клиента и сервера, а генерирует пароль в зависимости от времени, который действителен в течение некоторого интервала. Алгоритм действует так: клиент берёт текущее значение таймера и секретный ключ, хеширует их с помощью какой-либо хеш-функции и отправляет серверу, в свою очередь сервер проводит те же вычисления после чего ему остаётся только сравнить эти значения. Он может быть реализован не только на хеш-функции SHA-1, в отличие от HOTP, поэтому хеш-функция также является входным параметром.
Позднее был представлен новый алгоритм, расширяющий TOTP ещё больше. Он был представлен в сентябре 2010 года и назван OATH Challenge-Response Algorithms (OCRA). Главное отличие от предыдущих алгоритмов заключается в том, что в проверке подлинности участвует и сервер. Так что клиент может быть также уверен в его подлинности.

## Принцип работы
TOTP является вариантом алгоритма HOTP, в котором в качестве значения счётчика подставляется величина, зависящая от времени.
Обозначим:
- {\displaystyle T} — дискретное значение времени, используемое в качестве параметра (измеряется в единицах {\displaystyle X}, 8 байтов)
- {\displaystyle X} — интервал времени, в течение которого действителен пароль (по умолчанию — 30 сек.)
- {\displaystyle T_{0}} — начальное время, необходимое для синхронизации сторон (по умолчанию — время от начала UNIX-эры)
- {\displaystyle K} — разделяемый секрет
- {\displaystyle CurrentTime} — текущее время.

Тогда
{\displaystyle T=(CurrentTime-T_{0})/X}
{\displaystyle \operatorname {HOTP} (K,T)=Truncate(\operatorname {HMAC-SHA-1} (K,T))}
{\displaystyle \operatorname {TOTP} =\operatorname {HOTP} (K,T)}
где
- HMAC-SHA-1(K,T) — генерация 20 байт на основе секретного ключа и времени с помощью хеш-функции SHA-1.
- Truncate — функция выбора определённым способом 4 байт:

обозначим String — результат HMAC-SHA-1(K,T);
OffsetBits — младшие 4 бита строки String;
Offset = StringToNumber(OffsetBits) и результатом Truncate будет строка из четырёх символов — String[Offset]…String[Offset + 3].
В отличие от HOTP, который основан только на SHA-1, TOTP может также использовать HMAC-SHA-256, HMAC-SHA-512 и другие HMAC-хеш-функции:
- {\displaystyle \operatorname {TOTP} (K,T)=Truncate(\operatorname {HMAC-SHA-256} (K,T))}
- {\displaystyle \operatorname {TOTP} (K,T)=Truncate(\operatorname {HMAC-SHA-512} (K,T))}

и так далее.

## Надёжность алгоритма
Концепция одноразовых паролей вкупе с современными криптографическими методами может использоваться для реализации надёжных систем удалённой аутентификации. TOTP достаточно устойчив к криптографическим атакам, однако вероятности взлома есть, например возможен такой вариант атаки «человек посередине»:
Прослушивая трафик клиента, злоумышленник может перехватить посланный логин и одноразовый пароль (или хеш от него). Затем ему достаточно блокировать компьютер «жертвы» и отправить аутентификационные данные от собственного имени. Если он успеет это сделать за промежуток времени {\displaystyle X}, то ему удастся получить доступ. Именно поэтому {\displaystyle X} стоит делать небольшим. Но если время действия пароля сделать слишком маленьким, то в случае небольшой рассинхронизации клиент не сможет получить доступ.
Также существует уязвимость, связанная с синхронизацией таймеров сервера и клиента, так как существует риск рассинхронизации информации о времени на сервере и в программном и/или аппаратном обеспечении пользователя. Поскольку TOTP использует в качестве параметра время, то при несовпадении значений все попытки пользователя на аутентификацию завершатся неудачей. В этом случае ложный допуск чужого также будет невозможен. Стоит отметить, что вероятность такой ситуации крайне мала.